# Paróquia São Luís Gonzaga
Paróquia São Luís Gonzaga é um igreja católica da Ordem Jesuíta localizada na cidade de São Paulo, mais precisamente na avenida Paulista, uma das principais avenidas da cidade.
Foi inaugurada no ano de 1935 e possui estilo greco-romano, conforme projeto do ex-aluno do Colégio São Luís, o engenheiro e arquiteto Luís de Anhaia Mello.
O grande pórtico em estilo jônico foi inspirado no Templo de Erecteion, em Atenas, Grécia. Suas colunas, de 11 metros em granito rosa, são encimadas por capitéis de bronze, que pesam 3 toneladas, modelados e fundidos no Liceu de Artes e Ofícios de São Paulo, SP.

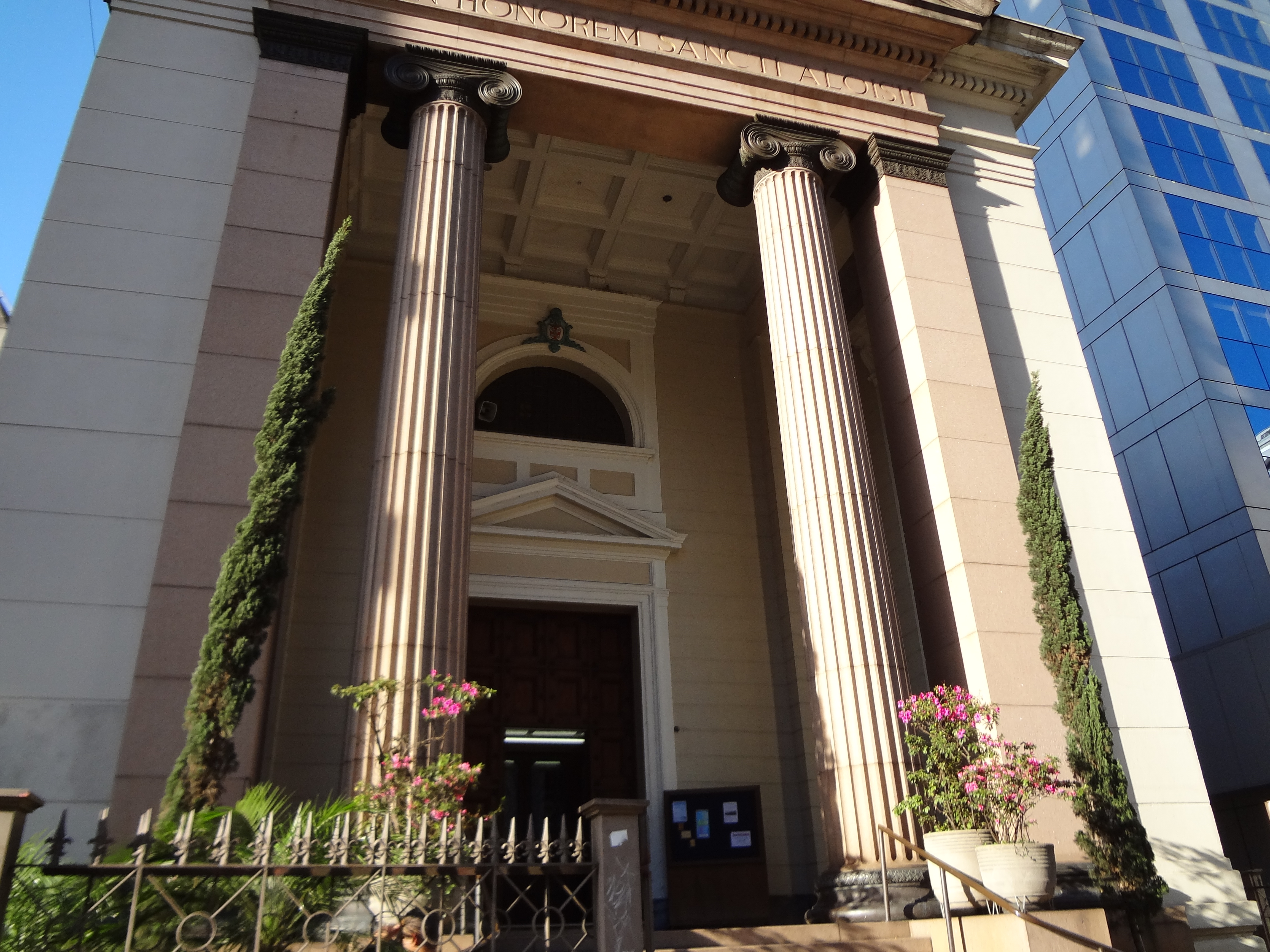
Pórtico: Paróquia São Luis Gonzaga